# Heliaeschna filostyla
Heliaeschna filostyla – gatunek ważki z rodziny żagnicowatych (Aeshnidae).